# 凹多边形

凹多边形示例

凹多邊形是幾何學的名詞，為多邊形分類中的一類。其特徵為至少有一個内角介於{\displaystyle \ 180^{\circ }}與{\displaystyle \ 360^{\circ }}之間（這種角又稱作優角）。注意上述的內角角度不包含{\displaystyle \ 180^{\circ }}與{\displaystyle \ 360^{\circ }}，因為會屬於另外一種多邊形——退化多邊形。

## 前置知識
簡單多邊形是其任何邊都不會與自身相交的多邊形，而簡單多邊形可以根據凹凸性再分成凸多邊形（英語：convex polygon）與凹多邊形（英語：concave polygon）兩類。

## 不同的理解角度
初等幾何學與幾何學對於凹多邊形的定義有所差異。初等幾何學只討論在簡單多邊形當中的凹多邊形，如前一小節所述。
而在幾何學的正式定義中，凹多邊形是非凸的 （英語：non-convex）多邊形。換言之，因為沒有簡單多邊形的限制，在後者的定義中，星形多邊形也是一種凹多邊形。
另外凹多邊形亦有文獻稱為凹角的多邊形 （英語：reentrant polygon）。

## 簡單多邊形的內角和
當我們要計算一個{\displaystyle \ n\ }多邊形的內角和，無論它是凸多邊形還是凹多邊形，其內角和皆為{\displaystyle \ 180^{\circ }\times (n-2)}。這是因為凹多邊形可以用對角線適當分割成數個凸多邊形，可行的演算法由 Chazelle 和 Dobkin 在 1985 年提出，此演算法可以將任意凹多邊形分解成最少數量的凸多邊形。

## 外部連結
- Terr, David; Weisstein, Eric W. . MathWorld.